# Cerdedo
Cerdedo é uma povoação portuguesa do Município de Boticas que foi sede da extinta Freguesia de Cerdedo, freguesia que tinha 23,88 km² de área e 145 habitantes (2011), e, por isso, uma densidade populacional de 6,1 hab/km².
A Freguesia de Cerdedo foi extinta em 2013, no âmbito de uma reforma administrativa nacional, tendo sido agregada à freguesia de Alturas do Barroso, para formar uma nova freguesia denominada Alturas do Barroso e Cerdedo com sede em Alturas do Barroso.

## População
| Número de habitantes | Número de habitantes | Número de habitantes | Número de habitantes | Número de habitantes | Número de habitantes | Número de habitantes | Número de habitantes | Número de habitantes | Número de habitantes | Número de habitantes | Número de habitantes | Número de habitantes | Número de habitantes | Número de habitantes |
| -------------------- | -------------------- | -------------------- | -------------------- | -------------------- | -------------------- | -------------------- | -------------------- | -------------------- | -------------------- | -------------------- | -------------------- | -------------------- | -------------------- | -------------------- |
| 1864                 | 1878                 | 1890                 | 1900                 | 1911                 | 1920                 | 1930                 | 1940                 | 1950                 | 1960                 | 1970                 | 1981                 | 1991                 | 2001                 | 2011                 |
| 283                  | 282                  | 264                  | 292                  | 322                  | 326                  | 358                  | 356                  | 442                  | 508                  | 455                  | 296                  | 276                  | 176                  | 145                  |

(Obs.: Número de habitantes "residentes", ou seja, que tinham a residência oficial neste concelho à data em que os censos  se realizaram.)
| Distribuição da População por Grupos Etários em 2001 e 2011 | Distribuição da População por Grupos Etários em 2001 e 2011 | Distribuição da População por Grupos Etários em 2001 e 2011 | Distribuição da População por Grupos Etários em 2001 e 2011 | Distribuição da População por Grupos Etários em 2001 e 2011 | Distribuição da População por Grupos Etários em 2001 e 2011 | Distribuição da População por Grupos Etários em 2001 e 2011 | Distribuição da População por Grupos Etários em 2001 e 2011 | Distribuição da População por Grupos Etários em 2001 e 2011 | Distribuição da População por Grupos Etários em 2001 e 2011 |
| ----------------------------------------------------------- | ----------------------------------------------------------- | ----------------------------------------------------------- | ----------------------------------------------------------- | ----------------------------------------------------------- | ----------------------------------------------------------- | ----------------------------------------------------------- | ----------------------------------------------------------- | ----------------------------------------------------------- | ----------------------------------------------------------- |
| Idade                                                       | 0-14                                                        | 15-24                                                       | 25-64                                                       | > 65                                                        |                                                             | 0-14                                                        | 15-24                                                       | 25-64                                                       | > 65                                                        |
| 2001                                                        | 33                                                          | 18                                                          | 86                                                          | 39                                                          |                                                             | 18,8%                                                       | 10,2%                                                       | 48,9%                                                       | 22,2%                                                       |
| 2011                                                        | 11                                                          | 13                                                          | 61                                                          | 60                                                          |                                                             | 7,6%                                                        | 9,0%                                                        | 42,1%                                                       | 41,4%                                                       |

## Património
- Capela de Santa Marta, em Coimbró;
- Capela da Senhora da Saúde, em Coimbró;
- Capela da Senhora do Monte;
- Igreja Paroquial de Cerdedo;
- Capela de Santa Bárbara, em Covelo;
- Conjunto habitacional de 2 moradias e arco ou passadiço.